# Heteropsis
Heteropsis — рід рослин родини ароїдних, що походить з Центральної та Південної Америки.

## Види
- Heteropsis boliviana Rusby — Болівія
- Heteropsis croatii M.L.Soares — Перу, північний захід Бразилії
- Heteropsis duckeana M.L.Soares — північний захід Бразилії
- Heteropsis ecuadorensis Sodiro — Еквадор
- Heteropsis flexuosa (Kunth) G.S.Bunting — Колумбія, Венесуела, Гвіани, Еквадор, Перу, Болівія, північний захід Бразилії
- Heteropsis linearis A.C.Sm. — Перу, північний захід Бразилії
- Heteropsis longispathacea Engl. — північний захід Бразилії
- Heteropsis macrophylla A.C.Sm. — штат Амазонас на північному заході Бразилії
- Heteropsis melinonii (Engl.) A.M.E.Jonker & Jonker — Венесуела, Гвіани
- Heteropsis oblongifolia Kunth — Центральна Америка, Колумбія, Перу, Болівія, Бразилія
- Heteropsis peruviana K.Krause — Еквадор, Перу, Болівія, північний захід Бразилії
- Heteropsis rigidifolia Engl. — південно-східна Бразилія
- Heteropsis robusta (G.S.Bunting) M.L.Soares — Колумбія, Венесуела, Перу, Еквадор, північний захід Бразилії
- Heteropsis salicifolia Kunth — східна Бразилія
- Heteropsis spruceana Schott — Колумбія, Венесуела, Гвіани, Еквадор, північний захід Бразилії
- Heteropsis steyermarkii G.S.Bunting — Колумбія, Венесуела, Французька Гвінея, Перу, північний захід Бразилії
- Heteropsis tenuispadix G.S.Bunting — Колумбія, Венесуела, Гвіани, Перу, Болівія, північний захід Бразилії